# Taphiassa robertsi
Espèce
Taphiassa robertsi est une espèce d'araignées aranéomorphes de la famille des Anapidae.

## Distribution
Cette espèce est endémique d'Australie-Occidentale. Elle se rencontre de Bremer Bay au parc national de Yanchep.

## Description
Le mâle holotype mesure 1,43 mm et la femelle paratype 1,55 mm.

## Étymologie
Cette espèce est nommée en l'honneur de John Dale Roberts.

## Publication originale
- Rix & Harvey, 2010 : The spider family Micropholcommatidae (Arachnida, Araneae, Araneoidea): a relimitation and revision at the generic level. ZooKeys, vol. 36, p. 1-321 (texte intégral).